# Gérard Wertheimer
Gérard Wertheimer (* 1950) ist ein französischer Unternehmer.

## Leben
Wertheimer wurde in einer jüdischen Familie als Sohn von Jacques Wertheimer und Eliane Fischer (1925–2024) geboren. Gemeinsam mit seinem Bruder Alain Wertheimer hält er die Kontrollmehrheit am französischen Unternehmen Chanel. Sein Großvater Pierre gründete das Unternehmen gemeinsam mit Coco Chanel. Wertheimer ist verheiratet und Vater zweier Kinder. Er lebt in Genf und New York City. Neben verschiedenen Pferdegestüten in Frankreich besitzt er gemeinschaftlich mit seinem Bruder mehrere Weingüter in Frankreich und Kalifornien sowie eine umfangreiche Gemäldesammlung.
Vermögen
Nach Angaben des US-amerikanischen Forbes Magazine besitzt Wertheimer im April 2022 ein Privatvermögen von etwa 31,2 Milliarden US-Dollar, womit er den 43. Platz der reichsten Menschen der Welt belegt. Unter den 300 Reichsten der Schweiz belegte er 2018 den 5. Platz mit einem geschätzten Vermögen von 18 bis 19 Milliarden Schweizer Franken, 2023 mit einem auf 41 bis 42 Milliarden Franken geschätzten Vermögen Rang eins. 2024 wurde sein Vermögen auf 37 bis 38 Milliarden Franken geschätzt, womit er in der Schweiz immer noch den ersten Platz belegt.